# エルベール1世・ド・トゥアール
エルベール1世・ド・トゥアール  (Herberto I de Thouars,925年 - 987年 )、960年に亡き父エメリー2世の跡を継ぎ、トゥアール副伯となった人物。トゥアールは現在フランスのポワトゥー＝シャラント地域圏に位置するドゥー＝セーヴル県に当たるコミューンである。

妻のアルデアルドは988年にサン＝メクサン＝レコールの共同体に寄付をし、夫との死別後しばらくしてから、アングレーム伯アルノー2世と再婚した。

## 家族
エルベール1世はトゥアール副伯エメリー2世とその妻エレオノールの息子である。
オルネー副伯カドゥロン1世とその最初の妻セネグンド・ド・マルシヤックの娘、アルデアルド（イルドガルド）・ドルネー（929年 - 1020年）と結婚した。 
妻との間には以下の子女に恵まれた。 
1. エメリー3世(ドイツ語版) (? - 997年)987年 - 997年のトゥアール副伯
2. サヴァリー3世（ポルトガル語版）[2]  (960 - 1004)  997年 -  1004年のトゥアール副伯
3. ラウル (963 - 1015) 1004年のトゥアール副伯、没後は次兄サヴァリ―3世の息子ジョフロワ2世が後を継いだ[3]。
4. ティボー
5. ジョフロワ